# The Other Side of the Sun
The Other Side of the Sun is een single van Janis Ian. Medeschrijver was Albert Hammond. Het is afkomstig van haar album Night Rains.
 The Other Side is een van de drie succesvolle singles die Janis Ian in Nederland had. Fly Too High was haar grootste hit in Nederland (en België).  The Other Side liftte deels nog op dat succes mee. Op saxofoon en vibrafoon zijn twee jazzrockmusici te vinden: Clarence Clemons (later in de band van Bruce Springsteen) respectievelijk Mike Mainieri (uit Steps Ahead). Het lied is geproduceerd door Frank Frangipane en de zangeres zelf.
Conny Vandenbos gaf het in 1980 op Philips Records als single uit onder de titel De andere kant van de maan met een Nederlandse tekst van Dingeman Vochteloo. Het werd geen hit. Het was afkomstig van haar elpee Conny Vandenbos zingt Janis Ian.

## Hitnotering
Behalve in de Nederlandse hitparades had ze hiermee een klein hitje in het Verenigd Koninkrijk. De UK Singles Chart noteerde het voor drie weken met een hoogste notering op 44 (van 50). In de Billboard Hot 100 (VS) stond het vier weken genoteerd met als hoogste notering plaats 47.

### Nederlandse Top 40
| Positie: | 31 | 30 | 37 | uit |

### NederlandseMega Top 50
| Positie: | 45 | 41 | 29 | 30 | 43 | 26 | 35 | 35 | uit |

### NPO Radio 2 Top 2000
The Other Side of the Sun stond alleen in 1999 in de NPO Radio 2 Top 2000, op plek 1784.